# مايا ماتفزيتش
مايا ماتفزيتش (بالسلوفينية: Maja Matevžič)‏ هي لاعبة كرة مضرب سلوفينية محترفة سابقة نافست في بطولات رابطة محترفات التنس. فازت بنهائي بطولة براتيسلافا في الفردي سنة 2002. أعلى تصنيف لها في الفردي حققته في سنة 2005 وكان المركز الـ 38.

## النهائيات

### الفردي: 1 (1-0)
| الحصيلة | الرقم | التاريخ        | الدورة               | الأرضية  | المنافس         | النتيجة  |
| ------- | ----- | -------------- | -------------------- | -------- | --------------- | -------- |
| الفوز   | 1.    | 18 أكتوبر 2002 | براتيسلافا، سلوفاكيا | صلبة (i) | إيفيتا بينيسوفا | 6–0, 6–1 |

### الزوجي: 3 (2-1)
| الحصيلة | الرقم | التاريخ        | الدورة               | الأرضية  | الشريك          | المنافس                             | النتيجة     |
| ------- | ----- | -------------- | -------------------- | -------- | --------------- | ----------------------------------- | ----------- |
| الوصافة | 1.    | 20 مايو 2002   | ستراسبورغ، فرنسا     | ترابية   | كارولين دينين   | جنيفر هوبكنز يلينا كوستانيتش توسيتش | 6-0 4-6 4-6 |
| الفوز   | 2.    | 18 أكتوبر 2002 | براتيسلافا، سلوفاكيا | صلبة (i) | هنرييتا ناجيوفا | ميلين تو ناتالي ديتشي               | 6-4 6-0     |
| الفوز   | 3.    | 19 مايو 2003   | ستراسبورغ، فرنسا     | ترابية   | سونيا جياسيلان  | لورا غرانفيل يلينا كوستانيتش توسيتش | 6–4, 6–4    |

## وصلات خارجية
- مايا ماتفزيتش على موقع رابطة محترفات التنس (الإنجليزية)
- مايا ماتفزيتش على موقع الاتحاد الدولي لكرة المضرب (الإنجليزية)
- مايا ماتفزيتش على موقع كأس بيلي جين كينغ (الإنجليزية)
- مايا ماتفزيتش على موقع خلاصة التنس.كوم (الإنجليزية)
- مايا ماتفزيتش على موقع أوليمبيديا (الإنجليزية)

- الموقع الرسمي